# Gle Alue Gajah
Gle Alue Gajah är en kulle i Indonesien.   Den ligger i provinsen Aceh, i den västra delen av landet, 1 800 km nordväst om huvudstaden Jakarta. Toppen på Gle Alue Gajah är 180 meter över havet, eller 78 meter över den omgivande terrängen. Bredden vid basen är 0,87 km.
Terrängen runt Gle Alue Gajah är kuperad åt nordost, men åt sydväst är den platt. Runt Gle Alue Gajah är det mycket glesbefolkat, med 7 invånare per kvadratkilometer. I omgivningarna runt Gle Alue Gajah växer i huvudsak städsegrön lövskog.